# Eunomie din Cizic
Eunomie, alternativ Eunomiu, /juːˈnoʊmiəs/ (în greacă Εὐνόμιος Κυζίκου; n. 335 d.Hr., Cappadocia, Regiunea Anatolia Centrală, Turcia – d. 394 d.Hr., Cappadocia, Regiunea Anatolia Centrală, Turcia) a fost unul dintre conducătorii arienilor extremi sau „anomoeni”, care, în consecință, sunt uneori numiți eunomieni. 

## Biografie
S-a născut în orașul Dacora din Cappadocia sau, după alte surse, în orașul Corniaspa din Pont la începutul secolului al IV-lea, în jurul anului 335. Tatăl său era, potrivit lui Grigorie de Nyssa, un om respectabil în aproape toate privințele. Eunomie a studiat teologia la Alexandria sub îndrumarea arianului Aetius, al cărui secretar a devenit (potrivit istoricului Socrates), și a intrat apoi sub influența episcopului arian Eudoxie al Antiohiei, care l-a hirotonit diacon.
La recomandarea lui Eudoxie, diaconul Eunomie a fost ales episcop de Cizic în anul 360, după ce a participat în același an la un sinod arianizant. Vasile cel Mare, care a participat și el la acel sinod, l-a acuzat ulterior pe Eunomie că a fost numit episcop ca răsplată pentru Apologia ariană pe care a scris-o: „iar însuși acest nebiruit și temut plăsmuitor de mituri a primit ca plată a blasfemiei sale [episcopia] Cizicului”. Avea un mare talent oratoric, cu care i-a impresionat pe enoriașii săi. Exprimarea în mod liber de către Eunomie a unor învățături ariene extreme a determinat formularea unor plângeri la adresa lui, inclusiv din partea unor scriitori contemporani precum Andronicianus. Eudoxie a fost nevoit astfel, la cererea împăratului Constanțiu al II-lea, să-l depună pe Eunomie din treapta de episcop la un an de la hirotonirea sa.
În timpul domniei împăraților romani Iulian Apostatul și Iovian, Eunomie a locuit la Constantinopol și s-a aflat în relații strânse cu Aetius; el a consolidat acolo un grup dizident și a hirotonit episcopi. S-a mutat apoi în orașul Calcedon, de unde a fost alungat în anul 367 în provincia Mauretania pentru că-l adăpostise pe uzurpatorul Procopius. Cu toate acestea, a fost rechemat înainte de a ajunge la destinație. La moartea lui Aetius, Eunomie a preluat conducerea grupului anomeilor. Ca urmare a faptului că activitatea sa sectară provoca tulburare Biserici Creștine și cetăților, a fost exilat la Mursa, în Pannonia și apoi pe insula Naxos.
În 383 împăratul Teodosiu I, care solicitase o declarație de credință de la conducătorii tuturor facțiunilor creștine ariene, l-a pedepsit pe Eunomie pentru că a continuat să propovăduiască învățăturile ariene, alungându-l în cetatea Halmyris din provincia Scythia Minor. Ca urmare a atacării și cuceririi cetății Halmyris de către barbari, s-a mutat la Calcedon și în Cezareea Capadociei, de unde a fost alungat de locuitori ca urmare a scrierilor sale împotriva episcopului lor, Vasile. Ultimele sale zile din viață și le-a petrecut în locul său natal, Dacora, unde a murit în jurul anului 393 sau, după alte surse, în anul 394.

## Scrieri
Învățăturile sale dogmatice au fost respinse ca eretice de teologi celebri ai Bisericii Creștine precum Vasile cel Mare, Grigorie de Nyssa, Sofronie din Constantinopol, Didim cel Orb, Apolinarie de Laodiceea și Teodor de Mopsuestia. Eunomie este descris astfel de Vasile cel Mare: „mincinos, neînvățat, răzvrătit împotriva lui Dumnezeu, lipsit de sinceritate, blasfemator”. Scrierile sale au avut o mare influență în cadrul grupului său, iar răspândirea ideilor ariene conținute acolo i-a înspăimântat atât de tare pe creștinii ortodocși încât au fost emise mai multe edicte imperiale pentru distrugerea lor. Un edict al împăratului Arcadie din anul 398 a ordonat distrugerea tuturor scrierilor lui Eunomie de Cizic, așa că au mai rămas puține mărturii ale activității sale teologice.  În consecință, comentariile sale cu privire la Epistola lui Pavel către romani, menționate de istoricul Socrates Scholasticus, și epistolele sale, menționate de Philostorgius și Photius, nu mai există.
Prima sa lucrare apologetică, intitulată Apologia și scrisă probabil în jurul anilor 360 sau 365, a fost recuperată în întregime din faimoasa scriere polemică a arhiepiscopului Vasile al Cezareei. O a doua apologie, scrisă înainte de 379, mai există doar sub forma unor citate într-o scriere polemică a episcopului Grigorie de Nyssa. Expunerea credinței sale, conținută în convocarea „sinodului ereziilor” de către împăratul Teodosiu în anul 383, a supraviețuit și a fost editată de Valesius în comentariile sale cu privire la opera lui Socrate din Constantinopol și de Ch. HG Rettberg în lucrarea Marcelliana.
Învățătura școlii anomoene, condusă de Aetie și Eunomie, avea la bază concepția lui Dumnezeu ca Creator și susținea  că nu ar putea exista o asemănare esențială între Creator și creație, ci în cel mai bun caz doar o asemănare morală. „În calitate de Nenăscut, Dumnezeu este o ființă absolut simplă; un act de naștere ar implica o contradicție a esenței Sale prin introducerea dualității în cadrul divinității.” Eunomie afirmă că Hristos este creat din nimic și, prin urmare, are o natură diferită de cea a Tatălui (care este Nenăscut), fiind adoptat de Dumnezeu nu pentru virtuțile sale, așa cum susținea Arie, ci încă de la început. Potrivit lui Socrate din Constantinopol (24) și Theodoretos Kyrou (PG 83 420), Eunomie și-a pus ideile sale în practică prin modificarea ritualului botezului. În loc să boteze în numele Sfintei Treimi prin cufundarea persoanei în apă de trei ori, el a botezat în numele morții lui Hristos printr-o singură cufundare. Această modificare a ritualului botezului a fost considerată atât de gravă de către ortodocși încât, spre deosebire de arieni, eunomienii au fost rebotezați la întoarcerea în cadrul bisericii. Erezia eunomiană a fost condamnată formal de Primul sinod ecumenic de la Constantinopol din 381. Secta a continuat să existe încă un timp, dar s-a destrămat treptat din cauza diviziunilor interne.
După ce Eunomie a murit, Eutropius a ordonat ca trupul acestuia să fie transportat la Tyana și cărțile lui să fie arse.